# 桂林 (清朝官员)
桂林（穆麟德轉寫：Guilin；1735年—1780年），伊尔根觉罗氏，满洲镶蓝旗人，官至总督。

## 生平
桂林为两广总督鹤年之子，早年出身廪生，捐纳为工部主事，屡次升迁至山西按察使。乾隆三十六年（1771年）三月，升户部侍郎、军机处行走。九月，奉命协助定边右副将军温福征讨金川。十一月，授四川总督。小金川头人在卡外投书、馈赠土产，桂林不接受，檄文揭发其土司头目僧格桑的罪状。不久，率兵收复约咱，进而攻克该土司在东山梁的大小碉堡五座、石卡二十余。桂林疏请增调贵州、陕西之兵五千人，乾隆帝拨陕西、甘肃兵三千前往增援。不久，桂林率领总兵宋元俊攻卡丫，进而占据墨尔多山。乾隆帝嘉奖桂林措施得当，下手诏称，“无意中用汝，竟能得力。亦赖在军机处半年，日耹朕训也。”
三十七年（1772年），清军接连攻克卡丫、郭松、甲木、噶尔金、噶尔金后山梁。清军分兵攻东山梁、阿仰，从墨垄沟进抵达乌围。当时，大金川头目索诺木攻陷革布什咱，屯兵于此。桂林乘索诺木兵力未备、革布什咱人心未定，与宋元俊分兵五路齐头并进，同时约将军温福合击、密令革布什咱归降头目旺勒丹等约其亲戚加珲尔为内应，清军于是收复革布什咱寨落七十余里。紧接着，桂林令宋元俊及守备陈定国率绰斯甲布土兵进攻默资沟、吉地等地，断敌方水道。乾隆帝嘉奖桂林处理军务得当，敦促宋元俊乘胜深攻击索诺木。桂林遣部将自东山梁墨垄沟跨岭进攻，另派一路清军出小路，在札哇窠山从绳索自悬崖而下设埋伏。清军跨越东山梁墨垄沟后，札哇窠伏兵也同时响应，金川土司败逃，清军克复大碉一、石卡二十一道。此外，清军参将常泰围攻党哩，都司李天贵等攻沙冲，革布什咱头人为内应，尽歼金川起事部众，清军收复党哩、沙冲，总兵英泰等也攻克达乌官寨。乾隆帝嘉奖桂林的功劳，赐御用玉扳指。清军进而攻克格乌巴桑及那隆山岭；宋元俊攻克丹东及觉拉喇嘛寺，全部收复革布什咱地区。桂林召陈定国将所调绰斯甲布兵派驻界上听从调遣。乾隆帝则认为当乘收复革布什咱进逼金川，攻其无备，因此责备桂林失算。
于是，桂林又督兵进攻达乌东岸山，参将薛琮孤军深入，粮尽战死。桂林既错过会师期限，又不及时派遣援兵，导致该路清军全军覆没，桂林自请治罪。然而，因桂林描述战况多有遮掩，被宋元俊与散秩大臣阿尔泰弹劾。他们言及桂林在卡丫建屋居住、逼迫属下提供物资、与副都统铁保、提督汪腾龙等终日宴饮，诸将很少能见桂林一面；桂林还密令腾龙畀总兵王万邦使用白金五百赎回被掠官兵以图掩饰。乾隆帝夺桂林之职，命额驸福隆安详查。很快，福隆安查实桂林被弹劾的内容多为不实，但官兵伤损没有尽快察觉之事属实；拿白金赎回被掠官兵实为宋元俊诬陷。乾隆帝因桂林在军中每日饮酒作乐，止图安逸，不能与士卒同甘苦，致清军在北山梁受损，不可谓无罪，命桂林谪戍伊犁。三十八年（1773年）七月，予三等侍卫衔，奉命军前监管军粮运输。四十年（1775年），授头等侍卫。不久，授四川提督，再调任两广，桂林病卒任上，加赠太子太保衔，谥壮敏。
桂林有一女嫁乾隆帝，封为循贵妃。桂林叔户部郎中逢年（亦冯年、丰年）与其年龄相仿，桂林任四川总督，随其入川办理军务，其女为乾隆金贵人，和循贵妃同时入宫。

### 引注
1. ↑  中央研究院. . 中央研究院.   [2017-12-29]. （原始内容存档于2021-06-09）.
2. 1 2 3 4 5 6 7  赵尔巽等 1998，第10878頁
3. 1 2 3 4 5 6 7 8  赵尔巽等 1998，第10879頁